# A Békéscsabai Előre FC 1996–1997-es szezonja

## Története 1996/1997-es szezonban
A Békéscsabai Előre FC ebben a szezonban, az NB I-ben szerepelt, mely Magyarország I. osztályú bajnoksága. A csapat a 14. helyen végzett. 34 mérkőzésen a mérleg 10 győzelem, 6 döntetlen és 18 vereség, így 36 pontot értek el az idény végén, 37-62-es gólkülönbséggel. A második fordulóban álltak a legkedvezőbb helyen, ekkor az előkelő 2. pozíció volt az övék. A tavaszi szezontól viszont szinte végig a 14. helyen álltak csak összesen háromszor mozdultak el ebből a pozícióból.

## Adatok
- Átlag nézőszám: 4765 fő
- Legtöbb gól: 7 - Szabados Attila
- Legtöbb sárga lap: 9 - Todorovic, Mirko
- Legtöbb mérkőzés: 33 - Kulcsár Sándor
- Legtöbb játék perc: 2854 - Kulcsár Sándor

## Játékoskeret
| # |              | Poszt | Név             |
| - | ------------ | ----- | --------------- |
| - | Magyarország | K     | Baji Tamás      |
| - | Magyarország | K     | Derdák Attila   |
| - | Magyarország | V     | Czipó Zoltán    |
| - | Magyarország | V     | Csepregi György |
| - | Magyarország | V     | Kondás Elemér   |
| - | Magyarország | V     | Kovács Tibor    |
| - | Magyarország | V     | Medgyesi László |
| - | Románia      | V     | Răducu, Florin  |
| - | Magyarország | V     | Sándor Mátyás   |
| - | Magyarország | V     | Unchiás Rémusz  |
| - | Magyarország | V     | Varga Mihály    |
| - | Magyarország | KP    | Balog Zoltán    |
| - | Magyarország | KP    | Balog Zsolt     |
| - | Magyarország | KP    | Belvon Attila   |
| - | Magyarország | KP    | Cipf Zoltán     |
| - | Magyarország | KP    | Csehi Tibor     |

| # |              | Poszt | Név               |
| - | ------------ | ----- | ----------------- |
| - | Jugoszlávia  | KP    | Filipovic, Vladan |
| - | Magyarország | KP    | Frank Tamás       |
| - | Magyarország | KP    | Illés Norbert     |
| - | Magyarország | KP    | Kasik Zsolt       |
| - | Magyarország | KP    | Major László      |
| - | Magyarország | KP    | Nagy László       |
| - | Jugoszlávia  | KP    | Puskas, Dragan    |
| - | Magyarország | KP    | Schultz Levente   |
| - | Románia      | KP    | Stoica, Florin    |
| - | Jugoszlávia  | KP    | Todorovic, Mirko  |
| - | Románia      | KP    | Ulici, Lucian     |
| - | Magyarország | CS    | Dani Péter        |
| - | Jugoszlávia  | CS    | Janic, Milos      |
| - | Magyarország | CS    | Kiss János        |
| - | Magyarország | CS    | Kulcsár Sándor    |
| - | Magyarország | CS    | Szabados Attila   |